# 國立卓蘭高級中等學校
國立卓蘭高級中等學校，簡稱卓蘭高中、卓中、JLSH，原名國立卓蘭實驗高級中學。是一所位於苗栗縣卓蘭鎮的一所國立完全中學，附設有進修部。為中投區和竹苗區的共同就學區(國立卓蘭高中學校概況簡介)。

## 沿革
- 1952年，苗栗縣立大湖初級中學卓蘭分校創校。
- 1953年，獨立設校，改制苗栗縣立卓蘭中學，實施四年制實驗中學。
- 1955年，兼辦「農業區社會中心教育示範學校」，撥該校後山國有林地一．九五公項為實習農場。四年制實驗結束，改辦三三制完全中學，仍兼辦社會中心示範教育。
- 1962年，苗栗縣為先行試辦「省辦高中，縣市辦初中」政策縣市，高中部改隸為臺灣省立苗栗高級中學卓蘭分部，初中部獨立設為苗栗縣立卓蘭初級中學。
- 1968年，實施九年國民教育，卓蘭初中改名為苗栗縣立卓蘭國民中學。
- 1984年，省苗中卓蘭分部附設綜合商科一班。
- 1990年10月，臺灣省政府核准成立臺灣省立卓蘭高級中學籌備處。
- 1991年7月1日，苗栗高中卓蘭分部獨立設校，校名為臺灣省立卓蘭實驗高級中學。卓蘭國中併入卓蘭實中，招收高中普通科三班、資料處理科、商業經營科各一班、國中八班，成為國中、高中、普通班、職校混合實驗教育。
- 1992年，資料處理科、商業經營科及幼兒保育科各增設一班。
- 2000年2月1日，因應精省，改隸教育部，改名為國立卓蘭實驗高級中學。
- 2003年8月，職業類科全面轉型為綜合高中，高中部各年段設有普通科二班、綜合高中八班。成立附設私立托兒所。
- 2009年，繼續辦理綜合高中學制，部分回復普通科、職業類科。
- 2011年5月，停辦綜合高中。8月停辦附設私立托兒所。
- 2016年8月1日，因人數超過實驗中學1000人之標準，且卓蘭鎮人口已達設立高中的標準，結束實驗任務結束。教育部改名國立卓蘭高級中等學校。

## 歷任校長
苗栗縣立卓蘭中學
- 徐湧和 民42-43年
- 徐鳳鳴 民43-53年
- 葛酉生 民53-57年

苗栗縣立卓蘭國民中學
- 楊鑑清 民57-58年
- 方克東 民58-64年
- 王令   民64-69年
- 張性之 民69-74年
- 張超   民74-77年
- 呂淇鐘 民77-80年

台灣省立卓蘭實驗高級中學
- 王正雄 民80-86年

國立卓蘭實驗高級中學
- 第十一任:洪永吉 民86-90
- 第十二任:陳木柱 民90-94
- 第十三任:黃國軒 民94-98
- 第十四任:陳永昌 民98-102

國立卓蘭高級中等學校
- 第十五任:劉瑞圓 民102-108
- 第十六任:張智惟民108-114
- 第十七任:傅瀞瑤 民114至今

註:本條目使用民國紀年

## 校訓
- 誠懇。     誠實懇切，虛心求進。
- 踏實。     腳踏實地，實事求是。
- 勤奮。     勤勉奮發，精益求精。
- 卓越。     卓絕優越，成果求碩。

## 校園空間
（順序為山下到山上）
- 弘道館：禮堂、球場、福利社
- 勵學樓：資處科、電商科、商經科、國貿科、應英科教室、專科教室、進修部辦公室
- 育幼樓：幼保科、應英科教室、專科教室、實習處
- 大業樓：國中部教室、PBL教室、學安中心、綜大室、學務處、健康中心
- 崇德樓：國中部教室、社團教室、分組教室

- 群賢樓：教務處、總務處、輔導室、校長室、會議室
- 翰海樓：圖書館、資訊中心、紙飛機博物館
- 生活科技大樓：音樂、家政、生活科技、資訊科技、表演藝術、美術相關教室
- 科教館：物理、化學、生物、地球科學實驗室、翻轉學習與專題探究教室
- 霑雨樓：高中部教室
- 宿舍
- 宿舍餐廳
- 中央廚房
- 綜合(風雨)球場：籃球、排球、網球
- 操場

## 教學單位

### 高中部
- 普通科(科學創思班群、卓越人文班群、文創悅讀班群)
- 國際貿易科
- 商業經營科
- 資料處理科
- 電子商務科
- 應用英語科
- 幼兒保育科

### 國中部
- 國中部
- 特教班

### 進修部
- 資料處理科

## 學區

### 高中部
- 竹苗區（新竹市、新竹縣、苗栗縣）
- 中投區（臺中市、南投縣）

### 國中部
- 苗栗縣卓蘭鎮

## 外部連結
- 國立卓蘭高級中等學校 （页面存档备份，存于）（繁體中文）
- 卓蘭高中的Facebook專頁（繁體中文）